# 430
Період падіння Західної Римської імперії. У Східній Римській імперії триває правління Феодосія II. У Західній правління Валентиніана III, значна частина території окупована варварами, зокрема в Іберії утворилося Вестготське королівство. У Китаї правління династії Лю Сун. В Індії правління імперії Гуптів. У Японії триває період Ямато. У Персії править династія Сассанідів.
На території лісостепової України Черняхівська культура. У Північному Причорномор'ї готи й сармати. Історики VI століття згадують плем'я антів, що мешкало на території сучасної України приблизно з IV сторіччя. З'явилися гуни, підкорили остготів та аланів й приєднали їх до себе.

## Події
- Вандали продовжують похід на Північну Африку. Вони взяли в облогу місто Гіппон Регій.
- Флавій Аецій після успішної кампанії в Галлії проти вестготів та франків зміцнює свої позиції в імперії.
- У поході гунів на бургундів біля міста Вормс загинув вождь Октар.

## Народились
- Юлій Непот, майбутній імператор.

## Померли
- 28 серпня — Під час облоги вандалами міста Гіппон в Нумідії (Північна Африка) у віці 75 років помер святий Августин (Августин Аврелій), ранньохристиянський богослов і філософ, єпископ